# VL Pyry
Le VL Pyry est un avion militaire d'entraînement finlandais ayant volé pendant la Seconde Guerre mondiale ainsi que les premières années de la guerre froide. Le VL Pyry a été utilisé de 1939 à 1962. L'avion était une construction mixte en bois, acier, tissu et duraluminium.

## Historique

### Développement

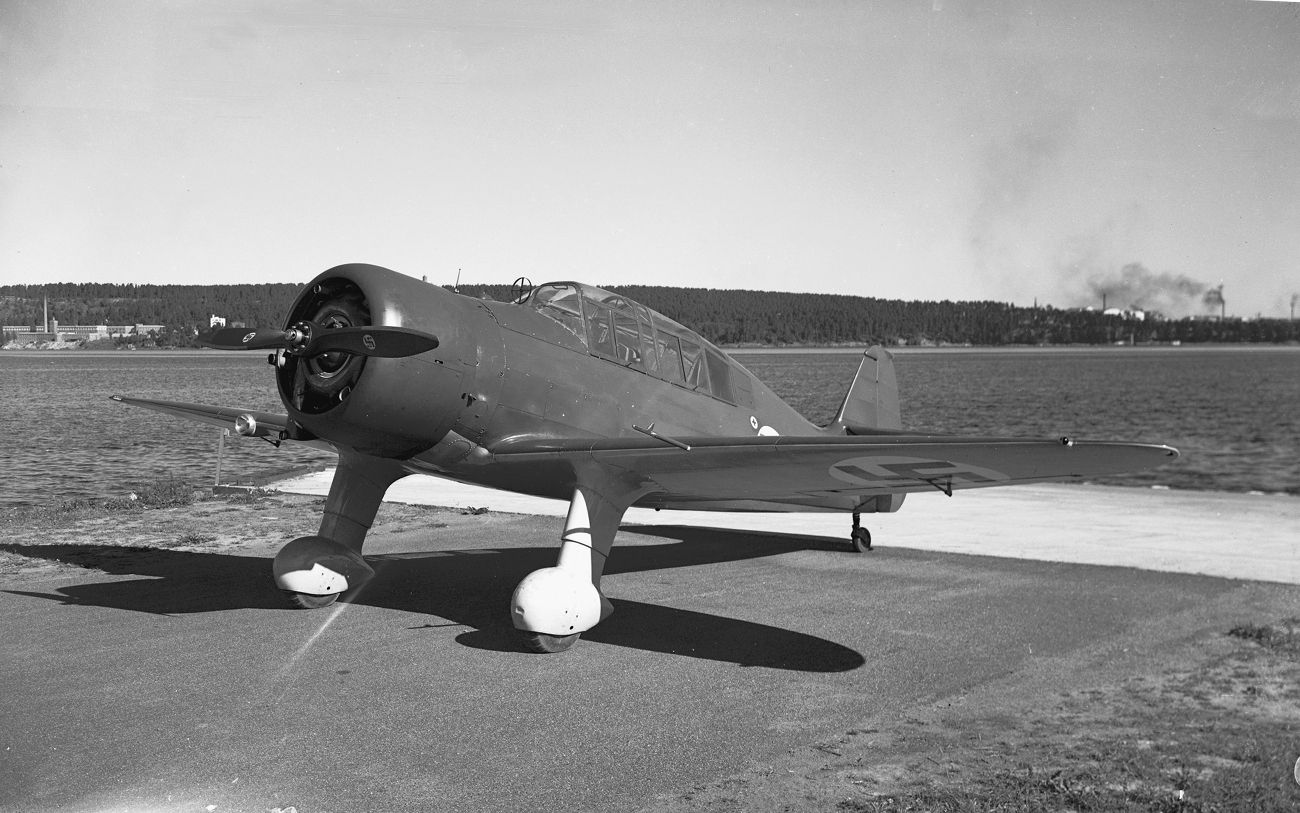
VL Pyry PY-1, le prototype de la série.

En 1937 l'avionneur finlandais VL (en) reçut une commande de la part de la Suomen ilmavoimat concernant un nouvel avion d'entraînement monomoteur armé. Le cahier des charges prévoyait que l'avion soit d'une conception similaire à celle des chasseurs contemporains, qu'il fasse appel à la sylviculture pour les matières premières, et qu'enfin il soit d'un faible coût de production industrielle.
L'état-major finlandais espérait obtenir ses avions pour la fin de l'année 1938.
Les ingénieurs aéronautiques, placés sous la tutelle de leur chef Arvo Ylinen, sélectionnèrent tout d'abord le moteur. Afin de résister aux conditions météorologiques et climatiques continentales et océaniques présentes en Finlande il fut décidé que l'avion serait doté d'un moteur refroidi à l'eau. Le choix se porta alors sur le moteur à neuf cylindres en étoile Wright Whirlwind américain.
Le prototype du VL Pyry est assemblé au début de l'année 1939 en aéronautique et réalise son premier vol le 23 mars de la même année. Malgré quelques petits défauts, notamment de stabilité longitudinale et de tendance aux décrochages l'avion est commandé en série  le 3 mai 1939. Ces modifications seront apportées ultérieurement à partir du premier avion de série.
Notamment le fuselage de l'avion sera en 1943 rallongé de 10 centimètres au niveau du bloc-cylindres, le faisant passer de 7,70 mètres à 7,80 mètres.

### Utilisation opérationnelle

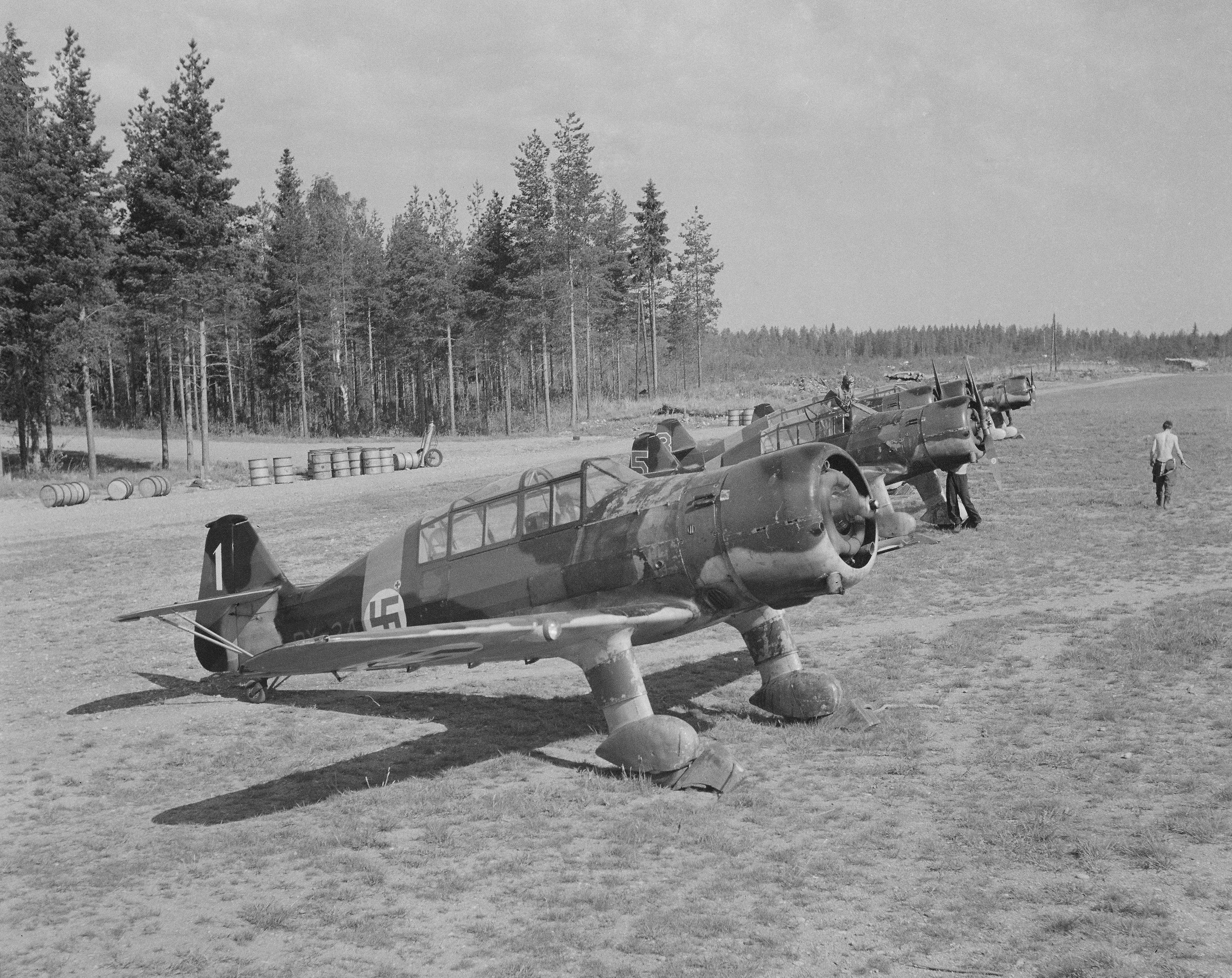
Alignement de VL Pyry durant la Seconde Guerre mondiale.

Les premiers VL Pyry de série entrent en service opérationnel le 20 décembre 1939 dans une unité d'entraînement des pilotes de chasses. Ils remplacent les biplans Avro 504K alors techniquement obsolètes. Ces derniers sont reversés à une unité d'entraînement initial jusqu'à leur remplacement en 1940 grâce à l'effet domino par d'autres biplans, plus modernes ceux-là : des Focke-Wulf Fw 44J Stieglitz acquis auprès de l'Allemagne nazie. À l'occasion de l'arrivée de ces nouveaux biplans un ingénieur et un pilote d'essais allemands ont testé en vol le prototype du VL Pyry.
Les quarante VL Pyry de série ont été utilisés durant toute la Seconde Guerre mondiale. Cependant à partir d'octobre 1941 il fut décidé par l'état-major finlandais que ces avions ne voleraient désormais plus que dans des zones loin de tout danger de la chasse ennemie. Cet ordre perdura jusqu'en août 1945. Durant toute la période des hostilités un total de seize avions de ce modèle fut perdu dans des accidents causant la mort de dix-huit personnels, élèves et instructeurs compris.
Pourtant l'avion continua de voler après-guerre dans les rangs de la force aérienne finlandaise. Remplacés en décembre 1952 par le Valmet Vihuri lui aussi de facture finlandaise, le VL Pyry devient alors un avion de liaison. Les vingt-cinq avions encore en état de vol sont alors disséminés dans les unités de chasse et de transport finlandaises où ils servent notamment aux missions de communication.
Finalement ils sont remplacés en septembre 1962 par les premiers Saab 91D.
Le VL Pyry n'a jamais été exporté.

## Aspect techniques

### Description
Le VL Pyry est un monoplan à aile basse cantilever de construction mixte bois et métal. Son aile à un profil elliptique. L'avion est doté d'un train d'atterrissage classique fixe à jambes de train d'abord carénées puis après-guerre nues. Étant appelé à voler en condition hivernale le VL Pyry dispose aussi de skis interchangeables avec les roues du dit train. Sa propulsion est assurée par un Moteur à neuf cylindres en étoile Wright R-975-63 Whirlwind d'une puissance de 450 chevaux entraînant une hélice bipale en bois. L'élève-pilote et son instructeur prennent place dans un cockpit biplace en tandem largement vitré. L'avion dispose d'un armement sous la forme d'une mitrailleuse de calibre 7,7 mm tirant vers l'avant.

### Versions

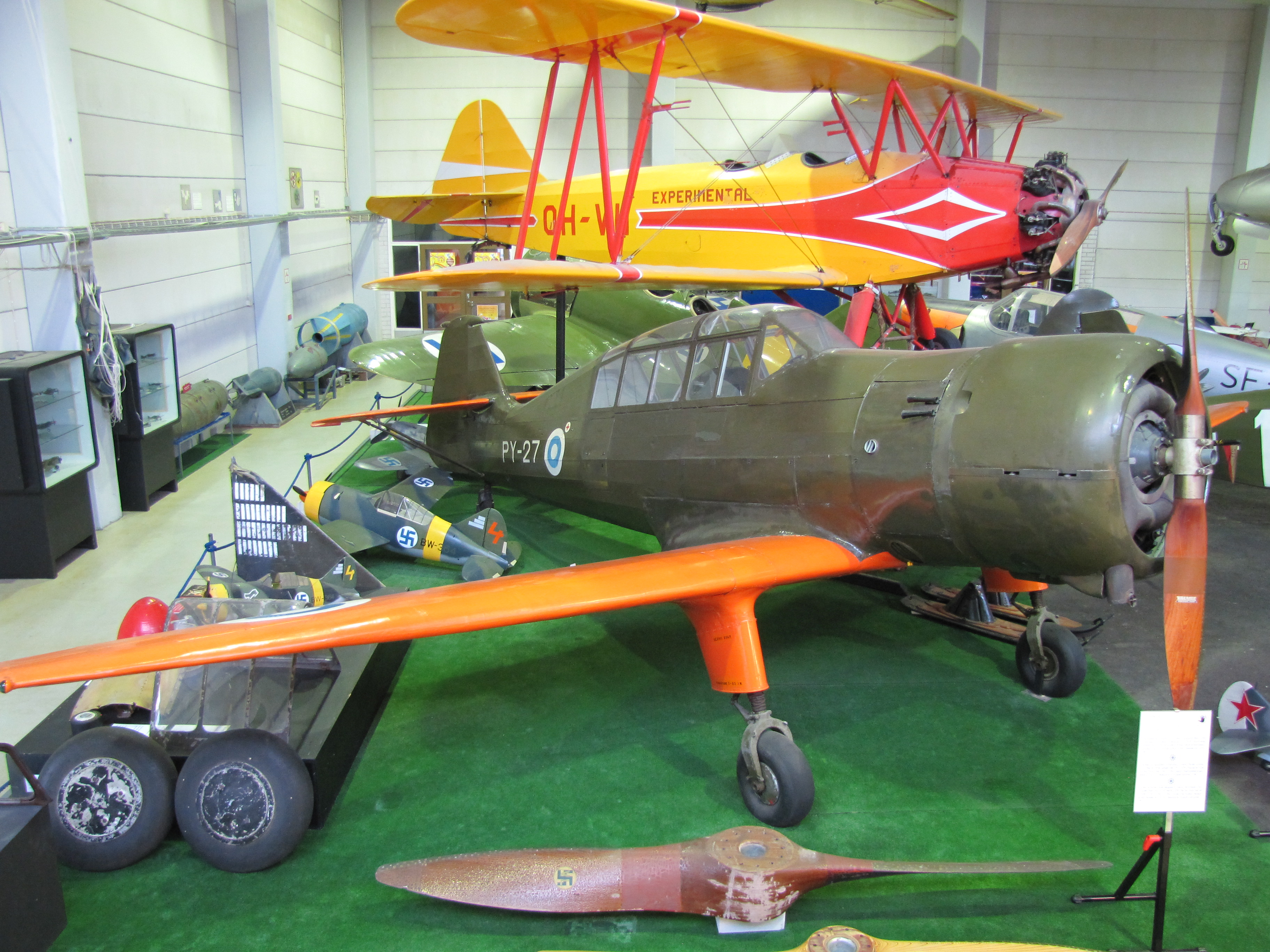
Exemplaire du VL Pyry préservé à Jyväskylä.

- VL Pyry : désignation générale de la famille d'avions et de son prototype codé PY-1.
- VL Pyry II : désignation attribuée aux avions de série et codés PY-2 jusqu'à PY-41 inclus.

## Préservation
L'exemplaire codé PY-27 est préservé au Musée de l'aviation de Finlande centrale à Jyväskylä.

## Aéronefs similaires
- Miles Master.
- North American BT-9.
- Vultee BT-13

## Sources & références

### Sources bibliographiques
- Michel Marmin, Encyclopédie "Toute l'aviation", Éditions Atlas, 1993.
- (en) François Besse, Les avions en 1001 photos, Paris, Solar, coll. « 1001 photos », 2006, 463 p. (ISBN 978-2-263-04215-7, OCLC 421611089).
- Édouard Chemel et Jacques Legrand (dir.), Chronique de l'aviation, Paris, Éditions Chronique, 1991, 984 p. (ISBN 2-905969-51-2, EAN 978-2-905-96951-4)
- Kari Stenman, Aéro Journal, numéro 44,Les oubliés de l'histoire Fiche No 11 Le VL Pyry, Agen, Aéro Éditions International, 2005, 74 p. (ISSN 0336-1055)

### Sources web
- (fr) Le VL Pyry sur le site Avions légendaires.